# みずほの自然の森公園
みずほの自然の森公園（みずほのしぜんのもりこうえん）は、栃木県宇都宮市西刑部町と平塚町にまたがる公園。全国都市緑化フェアの会場跡地に整備された公園で、家族連れをはじめとする市民の憩いの場や、各種イベント会場として利用されている。
当初は宇都宮競輪場の移転候補地として浮上し、競輪場を核とした運動公園として整備予定であったが、財政問題から競輪場の移転は凍結・中止となり、既存の平地林を生かした公園となった。

## 歴史

### 宇都宮競輪場の移転計画（1991-2000）
1991年（平成3年）4月22日、宇都宮市長の増山道保は宇都宮競輪場の郊外移転を表明した。市中心部に位置する競輪場は周辺道路の渋滞の原因になっており、移転後の跡地は副都心としての活用が可能と目されていた。翌1992年（平成4年）6月17日には、新しい競輪場をグリーンドーム前橋のような競輪以外にも多目的に利用できる施設にしたいと増山は表明した。1993年（平成5年）8月17日、市は宇都宮市営競輪場移転計画審議会に移転先や施設内容を諮問し、1994年（平成6年）3月28日に審議会は、競輪場を大規模公園の1施設とすることや、公園の規模を30 ha とすることを盛り込んだ中間答申を取りまとめた。1996年（平成8年）1月26日、市は瑞穂野地区に、競輪以外に陸上競技やサッカーも開催できるメーンスタジアム、コンベンションやイベントなどが開催できるドーム型多目的施設、サブグラウンドなどを備えた、仮称「南部総合運動公園」を約260億円かけて整備する計画を発表した。同時に、2000年（平成12年）の全国都市緑化フェアの栃木県開催が内定したことから、その会場として利用することも公表した。移転候補地となった瑞穂野地区では、地域活性化になるとして賛同する地権者が多かった一方、1997年（平成9年）5月8日に競輪場建設に反対する会を立ち上げ、反対運動をする人もいた。
こうした中、市は1997年（平成9年）1月17日に宇都宮市都市計画公園として「宇都宮市総合運動公園」の計画を決定し、横浜オリンピック構想ではバレーボール競技の会場の1つとして名前が挙がった が、同年8月12日に、総合運動公園の建設計画凍結を含む財政構造改革推進計画を発表した。1998年（平成10年）12月10日、市は反対する会との間で、競輪場移転に関して住民の意向を尊重する代わりに、住民は全国都市緑化とちぎフェアに協力することで合意した。
1999年（平成11年）、宇都宮市長に就任した福田富一は、競輪場の現施設での事業継続を6月の宇都宮市議会で表明し、当面は移転計画の凍結を続けることとした。同年、総合運動公園としての行方が定まらないまま、全国都市緑化とちぎフェア（マロニエとちぎ緑花祭2000）の会場として着工し、9月議会で、競輪場の移転問題を含めて緑花祭終了以後に計画を見直すことが発表された。翌2000年（平成12年）9月初頭、福田は競輪場移転の中止を正式に決定した。同年9月9日にマロニエとちぎ緑花祭2000が開幕し、11月5日まで開かれた。

### 暫定利用（2001-2007）
2001年（平成13年）2月28日、宇都宮市総合運動公園の整備のあり方を検討する懇談会の初会合が開かれた。その後、平地林を生かした自然とのふれあいや散策などを公園のコンセプトに設定した。
2001年（平成13年）4月、整備工事が始まるまでの暫定措置として、（仮称）宇都宮市総合運動公園が一般開放された。園内での大型イベントの開催が可能となり、毎年、連合栃木が県メーデー中央大会を開催するようになった。2005年（平成17年）11月6日には、朝日新聞の販売所で結成する栃木県朝日会が朝日新聞読者フェスティバルを開催し、2.5万人を集めた。
2005年（平成17年）の瑞穂野地区まちづくり懇談会において、地域住民が公園の管理運営に関わりたいという提言がなされた。市が公園の管理運営に指定管理者制度の導入の見通しを示すと、2006年（平成18年）4月に住民らは指定管理者準備委員会を立ち上げ、組織形態の議論を経て特定非営利活動法人（NPO）を新たに設立することを決定した。会員募集を行ったところ、瑞穂野地区を中心に約200人が集まり、2007年（平成19年）2月にNPOみずほの の設立総会を開催した。この間、落ち葉を堆肥化する活動やイベント開催などで実績を積んでいった。

### 開園後（2007-）
2007年（平成19年）4月1日、みずほの自然の森公園として正式に開園した。NPOみずほのは、同年4月に栃木県から設立認証を受け、5月に法務局へ設立登記を行った。公園の管理は公募によりNPOみずほのが受託し、2008年（平成20年）度も公募を経て公園管理業務を受託した。管理業務の内容は、花壇・芝生の管理と自主事業としてのイベントの開催であった。
2011年（平成23年）度より指定管理者制度を導入し、非公募でNPOみずほのに管理運営を任せている。市は年間27,386千円の経費削減効果があるとしている。
2017年（平成29年）2月5日、「2016宇都宮シクロクロスシリーズinみずほの自然の森公園」の会場となり、地元選手の小坂光（宇都宮ブリッツェン）がカテゴリー1（男子トップカテゴリー）で優勝した。
2021年（令和3年）6月、新型コロナウイルス感染症の流行で思うように営業できない屋台業者が駐車場を借りて「お祭り屋台大集合」と称するイベントを開催した。

## マロニエとちぎ緑花祭2000
マロニエとちぎ緑花祭2000は、2000年（平成12年）9月9日から11月5日まで開かれたイベントである。正式名称は「第17回全国都市緑化とちぎフェア」であり、宇都宮市総合運動公園（後のみずほの自然の森公園）に設けられた「うつのみや会場」と、壬生総合公園（壬生町総合公園）に設けられた「みぶ会場」の2箇所で開催された。総合テーマは「つなぐ緑 つくる緑 こころの緑」で、うつのみや会場は「森と健やかな暮らし」、みぶ会場は「子どもと花とまちづくり」を個別テーマに掲げた。目標入場者数は「おおむね100万人」とされ、9月中は1日1万人を切ることもあったが、メインイベントである平成12年度全国都市緑化祭（10月5日）以降は入場者数が増え、最終的には1,423,950人が入場した。マスコットキャラクターはくさかんむりをモチーフにした「ぱなぱな」、イメージソングは財津和夫の楽曲「ひまわりの家」（映画『クレヨンしんちゃん 暗黒タマタマ大追跡』のエンディングテーマ）の歌詞を書き換えた「ぱなぱなの歌」であった。
うつのみや会場は、森のステージ、飲食物販コーナー、輝きの庭などがあった「ライフガーデン」、花の生活館、緑のはこぶね館、ザ・ガーデンなどがあった「リビングガーデン」、ぱなぱなの森、黄ぶな館、森のレストハウスなどがあった「プレイガーデン」、なかよし花壇、里山ミュージアムなどがあった「体験の森」、宇都宮市民憲章の森、フラワーヒルズ、里山の水辺などがあった「観察の森」で構成され、424,268株の植物を展示していた。
マロニエとちぎ緑花祭2000は、読売新聞の読者が選んだ2000年（平成12年）の県内十大ニュースで7位に入った。一方で、前売り券の自治体への割り当てや35億円の事業費、建設業界への総額6億円の協賛金の要求などで批判も浴びた。

## 公園の特徴

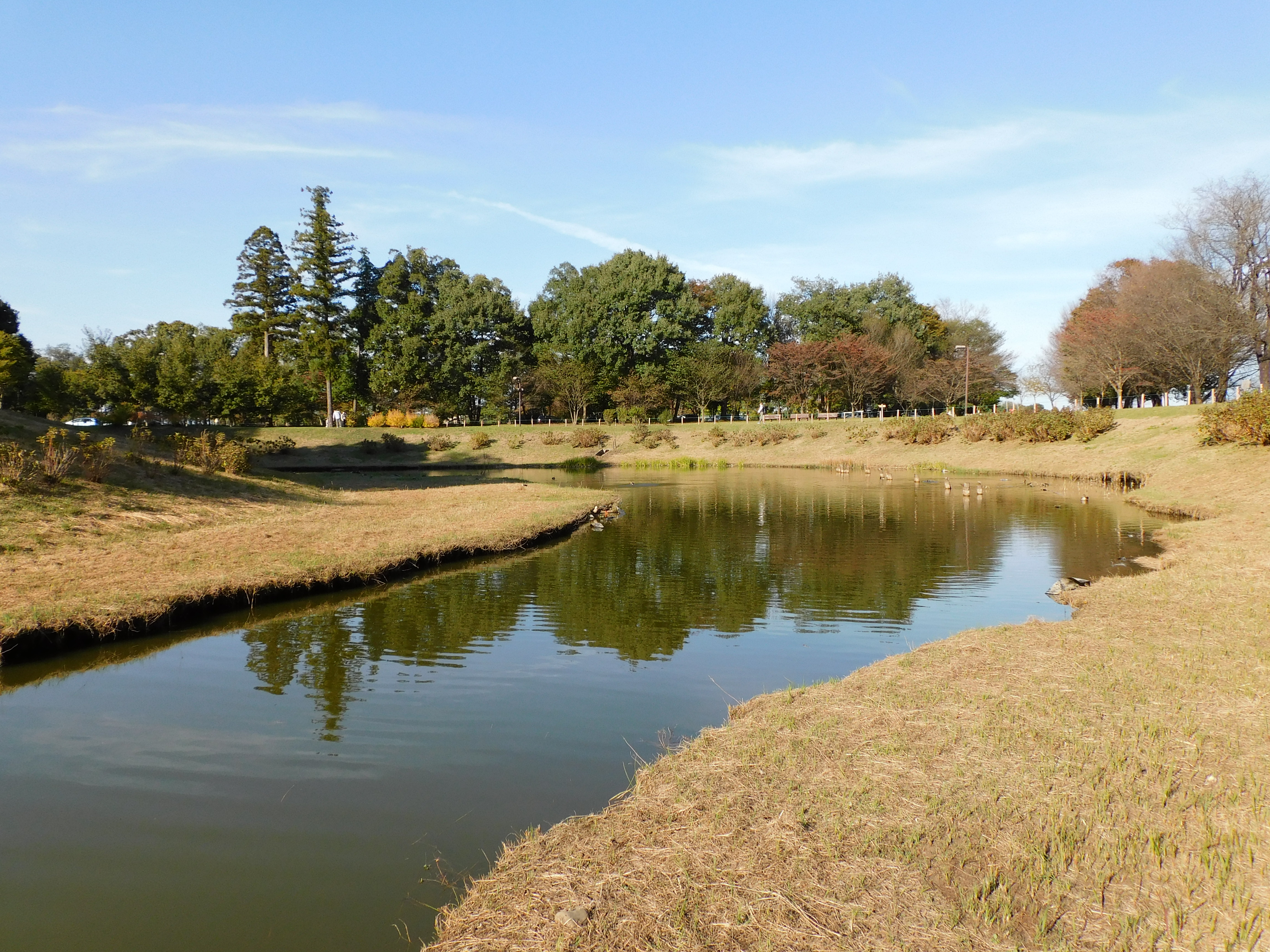
里山の水辺

宇都宮市公園条例による名称は「みずほの自然の森公園」である。都市計画上の名称は、1997年（平成9年）1月17日の計画決定時より変更はなく、「宇都宮市総合運動公園」のままである。「総合運動公園」と称するが、都市公園の分類上は運動公園ではなく、総合公園（公園番号：5 ･ 5 ･ 005）である。うつのみや百景の1つに選ばれている。
都市計画上の計画面積は32.2 haであるが、実際の供用面積は24 haである。この差は未利用地と未買収地であり、市当局は未買収地を買い増して供用面積を拡大するのは現実的に難しいと考えている。
公園の入り口は東側と西側の2箇所あり、駐車場も東西両側にある。東駐車場の南にある健康の森を除けば、開放的な雰囲気の公園である。指定管理者はウォーキング＆ジョギングコースの整備を進めており、未舗装の土道と木道を効果的に配置している。園内を散策しながら周回すると、所要時間は約30分である。
市では多様な機能を計画的に付け加えていく方針であるが、物販やレストラン機能を整備する予定はないとしている。

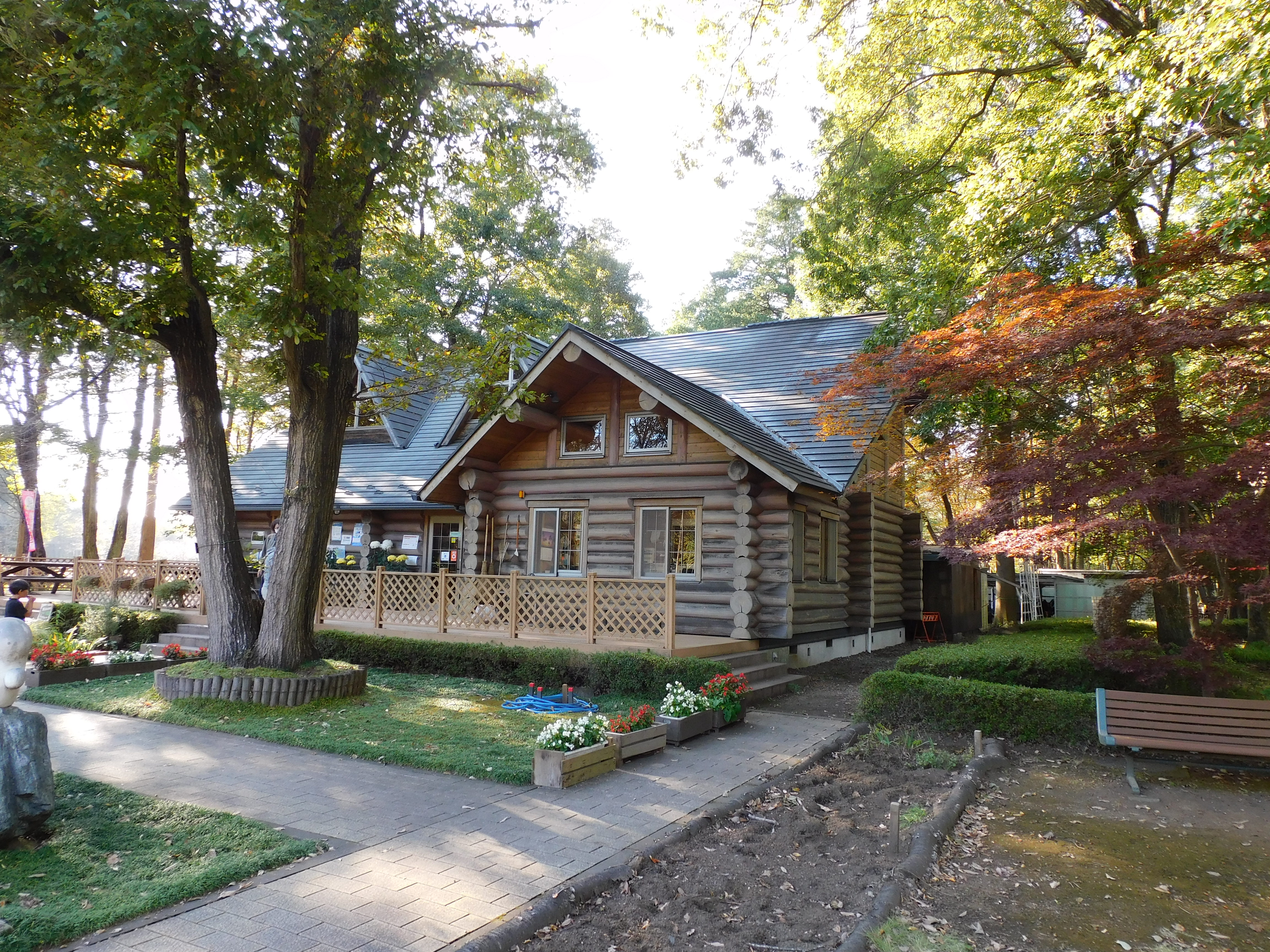
管理棟
公園の中央にあるログハウスで、管理事務所 と休憩所を兼ねる。栃木県産の杉材でログハウスを建てることにこだわる夫婦の建築家が手掛けた建物である。マロニエとちぎ緑花祭2000の会場だった頃は、「森のレストハウス」という名前で、瑞穂野地区の住民らがけんちんうどんやカレーライスなどの料理を提供するレストランだった。
フラワーガーデン
公園の北西にある。大きな花壇と 市民が参加して作る花壇がある。訪問者は少なく、ゆっくりと花を観賞できる。マロニエとちぎ緑花祭2000の会場だった頃は、ライフガーデンがあった。
バーベキュー広場
10基のバーベキュー用の炉があり、有料で貸し出している。
みんなの広場
バーベキュー広場の南にあり、せせらぎ水路や大型の遊具がある。マロニエとちぎ緑花祭2000の会場だった頃は、プレイガーデンおよび西駐車場の各一部であった。
イベントスペース
イベント・催事会場として有料で貸し出している。マロニエとちぎ緑花祭2000の会場だった頃は、東駐車場の一部であった。
健康の森
雑木林が広がり、山野草が咲く。樹木の密度が高く、園名の「自然の森」の由来となった。散歩目的の人は数周することが多い。マロニエとちぎ緑花祭2000の会場だった頃は「体験の森」と称しており、森の西側にある「里山ミュージアム」は当時と同じ名前で現存する。里山ミュージアムは緩やかな高台である。
里山の水辺
公園の東側にある池。マロニエとちぎ緑花祭2000の会場だった頃から同じ名前で存在し、「昔懐かしい蛇行した小川」をイメージして整備された。1周約500 mで、スイレン・ミソハギ・ミヤコグサなどが咲く。桟橋のような木橋が架かり、水生植物を観察できる。

### 生物
園内では野鳥観察会 やホタル観察会が開かれる。宇都宮市内では珍しい、ホタルを観察できる場である。
園内の植物の一部、特に宿根草や球根類は、マロニエとちぎ緑花祭2000の折に植えたものをそのまま残したものである。例えば里山の水辺に生えるスイレンやミソハギは、緑花祭の時に植えられた。樹木は緑花祭以前から自生していたもので、133種ある。

## ロケ地
栃木県フィルムコミッションのロケ地一覧に登録されており、以下のような撮影実績がある。
- テレビドラマ『イノセント・ラヴ』第4話（フジテレビ月9、2008年11月10日放送） - 秋山佳音（演：堀北真希）の夢の中の風景として登場した[58]。
- ドラマ『分身』（WOWOWドラマW、2012年2月12日放送）[59]